# ADAMTS
ADAMTS (« A Disintegrin (en) And Metalloproteinase with Thrombospondin Motifs ») est une famille de protéines jouant un rôle de peptidases.   
Les membres de la famille sont : 
- ADAMTS1
- ADAMTS2
- ADAMTS3
- ADAMTS4
- ADAMTS5 (= ADAMTS11)
- ADAMTS6
- ADAMTS7
- ADAMTS8 (ou METH-2), un antiangiogène[2]
- ADAMTS9
- ADAMTS10
- ADAMTS12
- ADAMTS13
- ADAMTS14
- ADAMTS15
- ADAMTS16
- ADAMTS17
- ADAMTS18
- ADAMTS19
- ADAMTS20